# گیل کاستیلو
گیل کاستیلو (انگلیسی: Gil Castillo؛ زادهٔ ۲۱ اکتبر ۱۹۶۵) ورزشکار هنرهای رزمی ترکیبی اهل ایالات متحده آمریکا است. وی بین سال‌های ۱۹۹۸ تا ۲۰۰۶ میلادی فعالیت می‌کرد.